# Lahe (Põlva)
Lahe (Duits: Pölks) is een plaats in de Estlandse gemeente Põlva vald, provincie Põlvamaa. De plaats heeft de status van dorp (Estisch: küla) en telt 66 inwoners (2021). In 2000 waren dat er 78.
Tot in oktober 2017 viel Lahe onder de gemeente Laheda. In die maand werd Laheda bij de gemeente Põlva gevoegd.
Lahe ligt tegen de grens van de provincie Põlvamaa met de provincie Võrumaa. Langs de noordgrens van het dorp stroomt de rivier Orajõgi, een zijrivier van de Ahja. Op het grondgebied van het dorp ligt het vliegveld Ridali lennuväli, dat voornamelijk door zweefvliegtuigen wordt gebruikt.

## Geschiedenis
Lahe werd voor het eerst genoemd in 1628 onder de naam Poelcks, een dorp op het landgoed van Köllitz (Krootuse). In 1652 werd een landgoed Pölks afgesplitst van Köllitz. De Estische naam van Pölks was Põlgaste. In 1794 werd het landgoed Hurmy (Hurmi) op zijn beurt van Pölks afgesplitst. Het dorp Pölks, waar het landgoed naar vernoemd was, verdween in het midden van de 19e eeuw. De eerste eigenaar van het landgoed was Georg Rothhausen. Na de Grote Noordse Oorlog (1700-1721) wisselde het vaak van eigenaar. De laatste eigenaar voor de onteigening door het onafhankelijk geworden Estland in 1919 was Erich von Oettingen.
Het landhuis van het landgoed is gebouwd op het eind van de 18e eeuw. Het heeft één woonlaag met een wolfsdak. In het begin van de 19e eeuw werd een portico met een trap en zes zuilen in neoclassicistische stijl toegevoegd. Het gebouw is na 1919 tot het eind van de 20e eeuw in gebruik geweest als school. Ook enkele bijgebouwen en het 4 hectare grote park zijn bewaard gebleven.
Lahe was de naam van de nederzetting die na de onteigening van het landgoed ontstond in de buurt van het landhuis. Ze werd voor het eerst genoemd in 1925 en kreeg in 1945 de status van dorp. De naam is afgeleid van de vroegere naam van een bos in de omgeving, het Lahhelaane mets.
Het dorp Põlgaste In de gemeente Kanepi is niet het oude dorp Põlgaste, Het is het vroegere dorp Saia, dat in 1977 werd omgedoopt in Põlgaste. Het lag tot in 1919 wel op het landgoed Põlgaste; vandaar dat werd gekozen voor die naam.

## Foto's

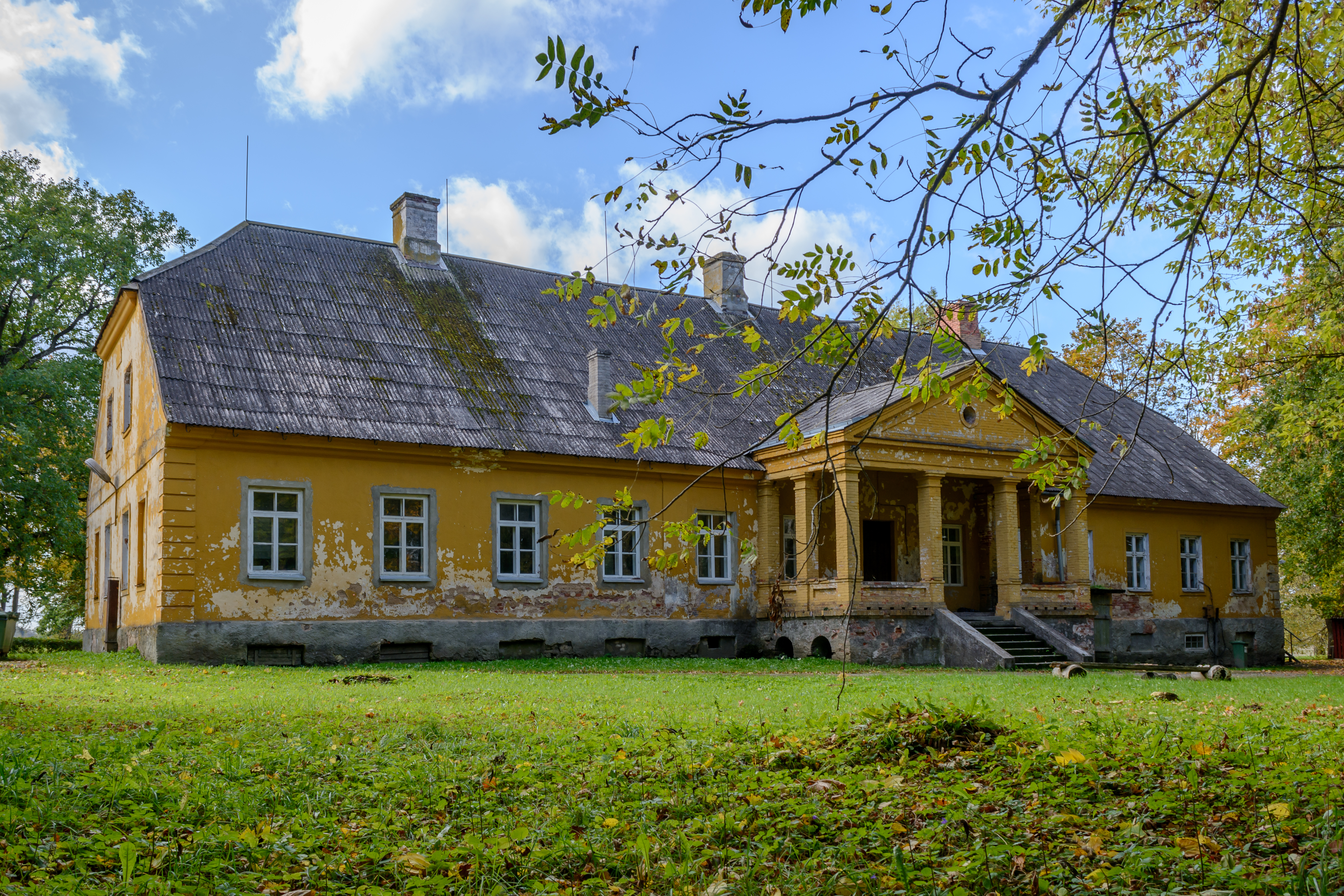
Het landhuis van Põlgaste
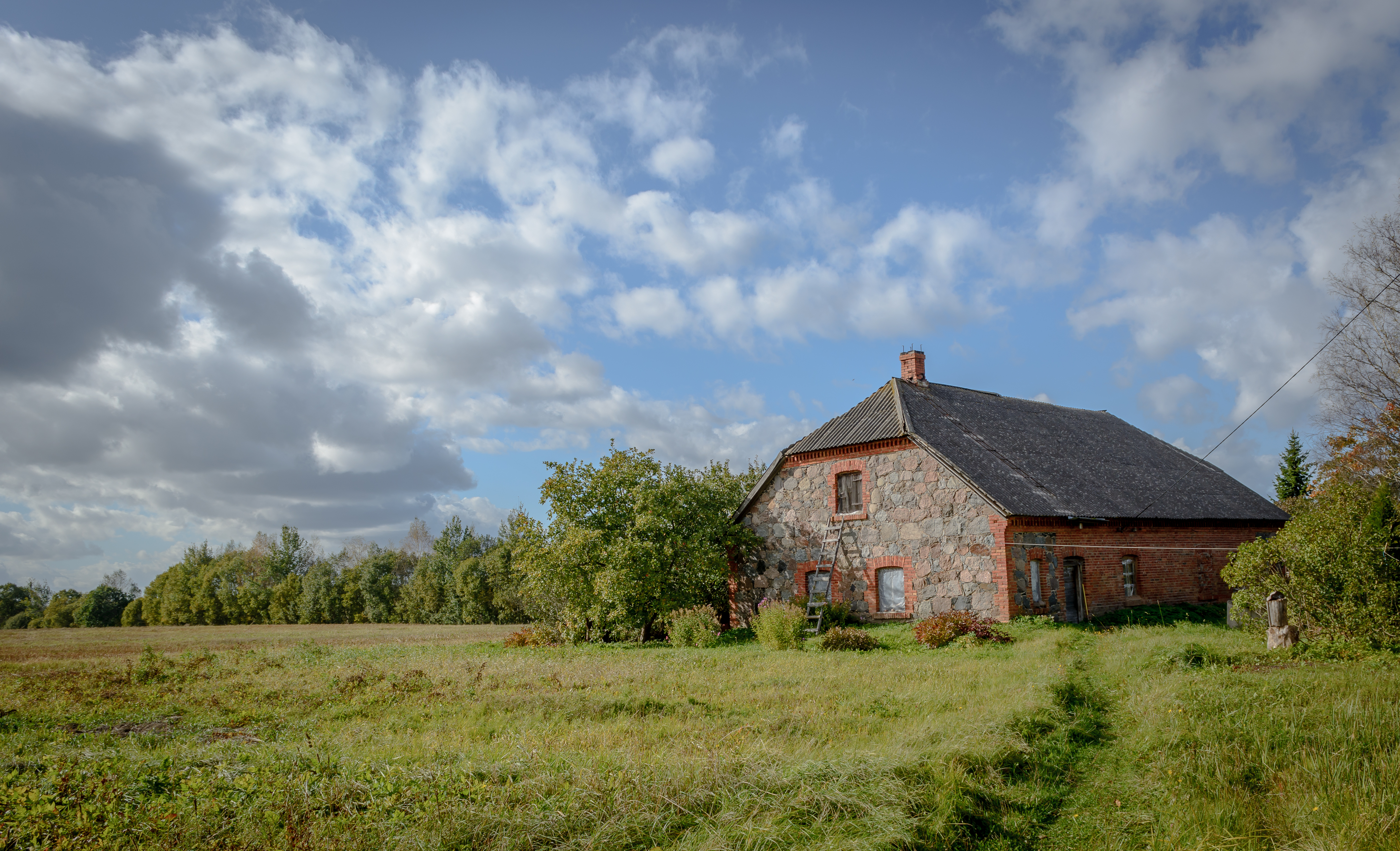
Woning voor de landarbeiders
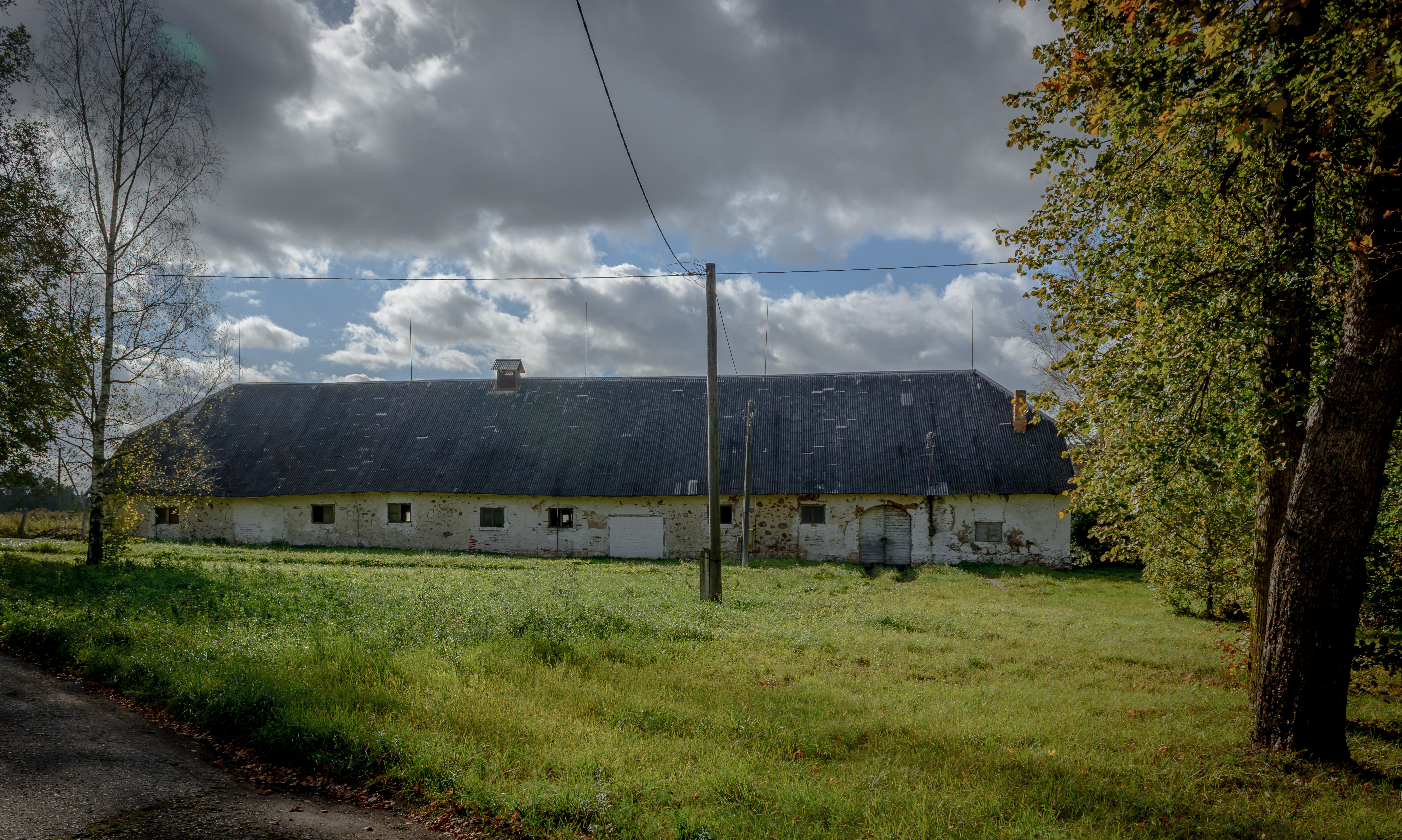
Stal
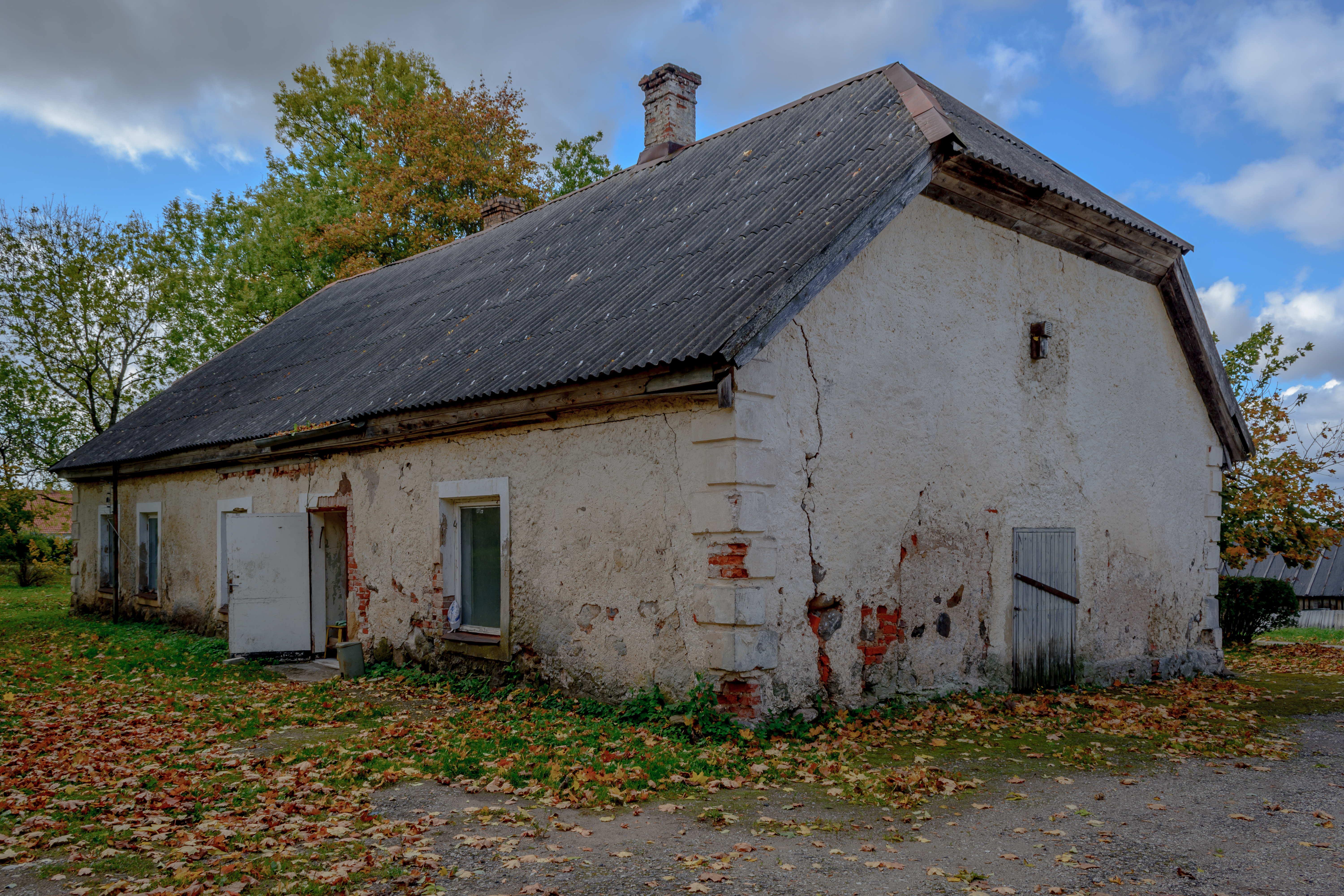
Woning van de opzichter
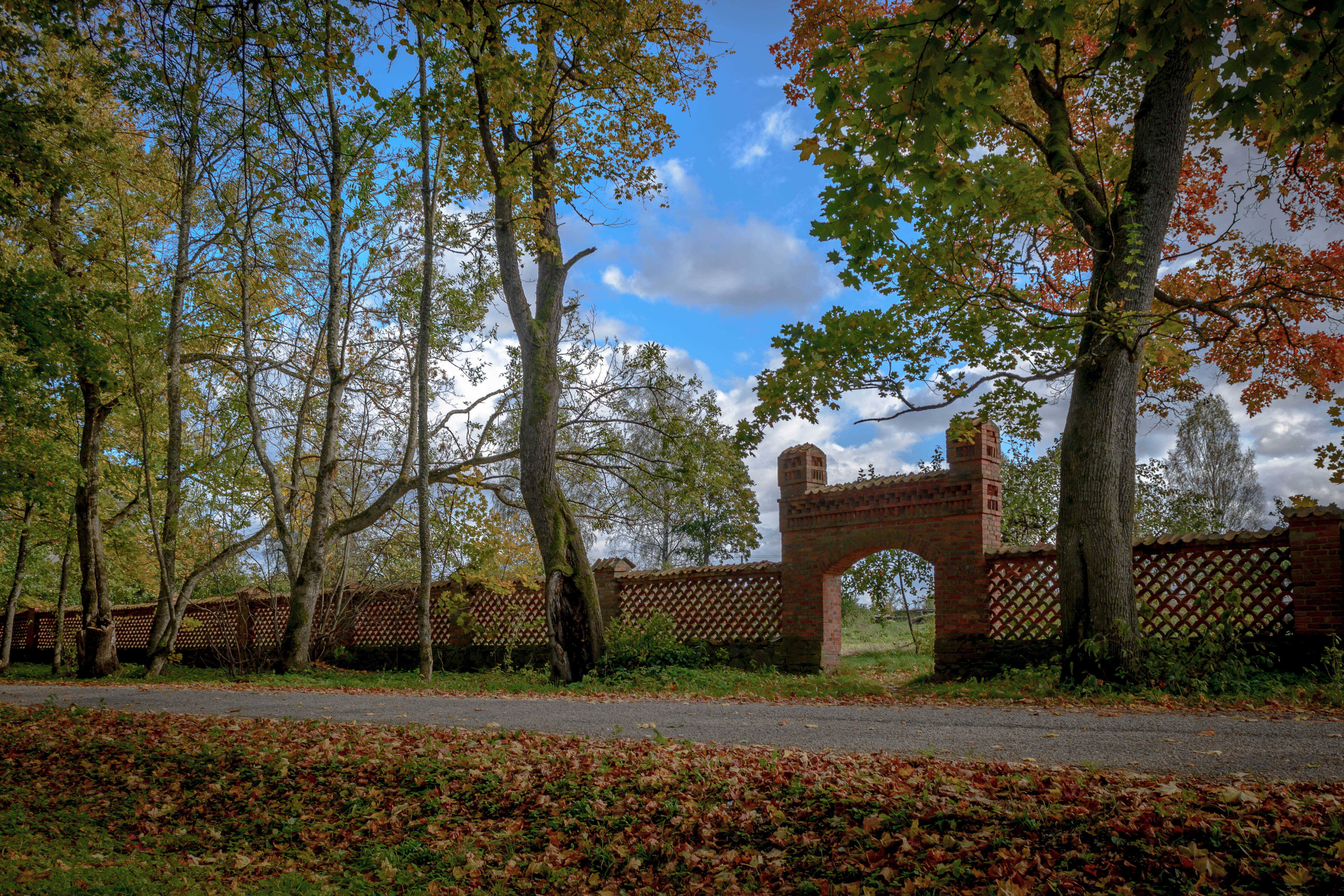
Muur om het park